# Hata Göteborg
Hata Göteborg är en svensk dramakomedifilm från 2007, regisserad av Robert Lillhonga och producerad av Green Jacket Productions.

## Handling
Johan är med i ett gäng som vill komma in i Helsingborgs fotbollshuliganelit. Gänget har alltid hållit ihop och har alla varsin nyckelroll i gänget. Johan och Lucas är ganska lika, med skillnaden att Lucas går under benämningen "modig", det vill säga - han vågar slåss, Svante som är ganska blyg men som vid vissa tillfällen får vad gänget beskriver som dampanfall. Rogge, som är svagast och yngst, gängets hackkyckling samt Jonas Mitander som är gängets ledare, vars åsikter ingen någonsin vågat ifrågasätta. Livet har sedan killarna gått i mellanstadiet kretsat kring alkohol och slagsmål, detta tills Svantes kusin Isak kommer på besök och på en vecka ställer allt på kant.

## Om filmen
Filmen är inspelad i Helsingborg och hade premiär vid Göteborgs filmfestival den 27 januari 2007. Under Guldbaggegalan 2008 nominerades Nic Schröder till priset för bästa manliga biroll för sin roll i Hata Göteborg.

## Rollista
- Andreas Karoliussen - Johan
- Nic Schröder - Jonas
- Magnus Skog - Lukas
- Alexander Stocks - Isak
- Melker Henningsson - Svante
- Jarle Furali - Rogge
- Catherine Jeppsson - Maggan
- Håkan Brinck - Micke
- Kristian Nielsen - Morgan
- Kalle Rydberg - Jeppe
- David Weiss - Yma
- Josefin Ljungman - Nora